# Vintage
Pour les articles homonymes, voir Vintage (homonymie).
Le mot vintage, prononcé /vɛ̃taʒ/, désigne en œnologie le « millésime », en particulier du porto d’une cuvée particulière ou d’un millésime particulier.
Emprunté de l’ancien français vinetier, « vigneron », il a pris le sens d'une saison de vendanges, c'est-à-dire une année ou cuvée de vin (un millésime). En œnologie, son usage s'est étendu du porto aux autres vins. Par exemple : « pour le Pauillac, 1990 est un excellent vintage ». Par extension, le terme peut désigner également des années des meilleures productions d'un artiste ou d'une firme.
En langue anglaise, ce sens premier œnologique a été déformé, avec prononciation anglaise, pour signifier « ancien » (prononciation en anglais : /ˈvɪntɪdʒ/ ou francisé : /vintɛdʒ/ ou /vɛ̃taʒ/). Depuis les années 1980, ce sens modifié est ré-emprunté dans le français avec le sens de rétro, et désigne dans la mode un vêtement ou un accessoire ancien, datant d'une époque révolue.
Aujourd'hui, par extension, il tend à qualifier tout objet de style ancien (disque vinyle, automobile, appareil, meuble, etc.) ou néo-rétro, y compris des objets modernes conçus pour évoquer ou ressembler à des objets d'époque. Ce phénomène étend ainsi la signification du mot vintage, à mesure que s'affirme la vague du vintage, ou vague du néo-rétro.

## Étymologie
Le terme vintage est un terme d'œnologie qui vient de vendange après altération graphique et de prononciation ; il désigne une année remarquable pour un vin, en référence à un millésime. Il est attesté en français depuis 1967[réf. incomplète], et est synonyme de « millésimé ».
L'Office québécois de la langue française recommande quant à lui le terme « millésimé ».

## Usage particulier
Le porto dit porto vintage ou porto millésimé est élaboré à partir d'un assemblage de vins mutés issus d'un millésime exceptionnel qu'on a fait vieillir pendant deux ans en fût et pouvant se bonifier en bouteille par la suite.

## Habillement
D'abord utilisé pour désigner les vêtements anciens de créateurs ou marques prestigieux (Chanel, Christian Dior, Yves Saint Laurent, Hermès, etc.), le terme vintage s'est étendu à toute pièce d'occasion, datant par convention au plus tard des années 1980 (ou trente années en arrière depuis le temps présent), et reflétant un moment particulier de l'histoire de la mode du XXe siècle. Depuis la fin des années 2000, la vogue du vintage est telle que le mot est désormais usité au XXIe siècle par extension pour toute pièce un tant soit peu rétro. Or, contrairement à la fripe où peuvent se mêler toutes origines, le vintage est d'abord le reflet d'une authenticité, que ce soit par la marque, les techniques de couture ou les tissus employés.
La mode du vintage, émerge dans les années 1990 à New York, Londres et Paris. Elle s'est développée en mêlant fashionistas et antiquaires du vêtement.
Lors d'une vente aux enchères consacrée à Paul Poiret en 2005, les prix ont atteint jusqu'à plus de 100 000 euros pour un manteau. Certaines grandes maisons de couture, attirées par l'aubaine, développent des collections de rééditions de leurs modèles (le smoking Yves Saint Laurent, par exemple). Les grandes expositions consacrées à l'histoire de la mode ne désemplissent pas (par exemple, Balenciaga, une rétrospective présentée par le musée des arts décoratifs de Paris de juillet 2006 à janvier 2007). Cette vogue serait peut-être due à une réaction contre la massification de la mode.
Les principaux lieux où l'on peut trouver des habits vintage sont les boutiques spécialisées et lors de ventes aux enchères. Suivant la provenance, l'époque ou l'état du vêtement, les prix peuvent aller de quelques dizaines d'euros à plusieurs milliers. Les pièces les plus recherchées sont les pièces griffées, ou antérieures aux années 1950.

## Mobilier
On parle de mobilier vintage pour tous les meubles qui ont été réalisés en grande production industrielle ou de manière artisanale durant la période des années 1950, 1960 et 1970. De nombreux designers sont associés aux meubles vintage. Outre les puces de Saint-Ouen, il est possible de trouver des meubles vintage sur des sites de petites annonces ou des sites spécialisés dans le vintage.

## Automobile

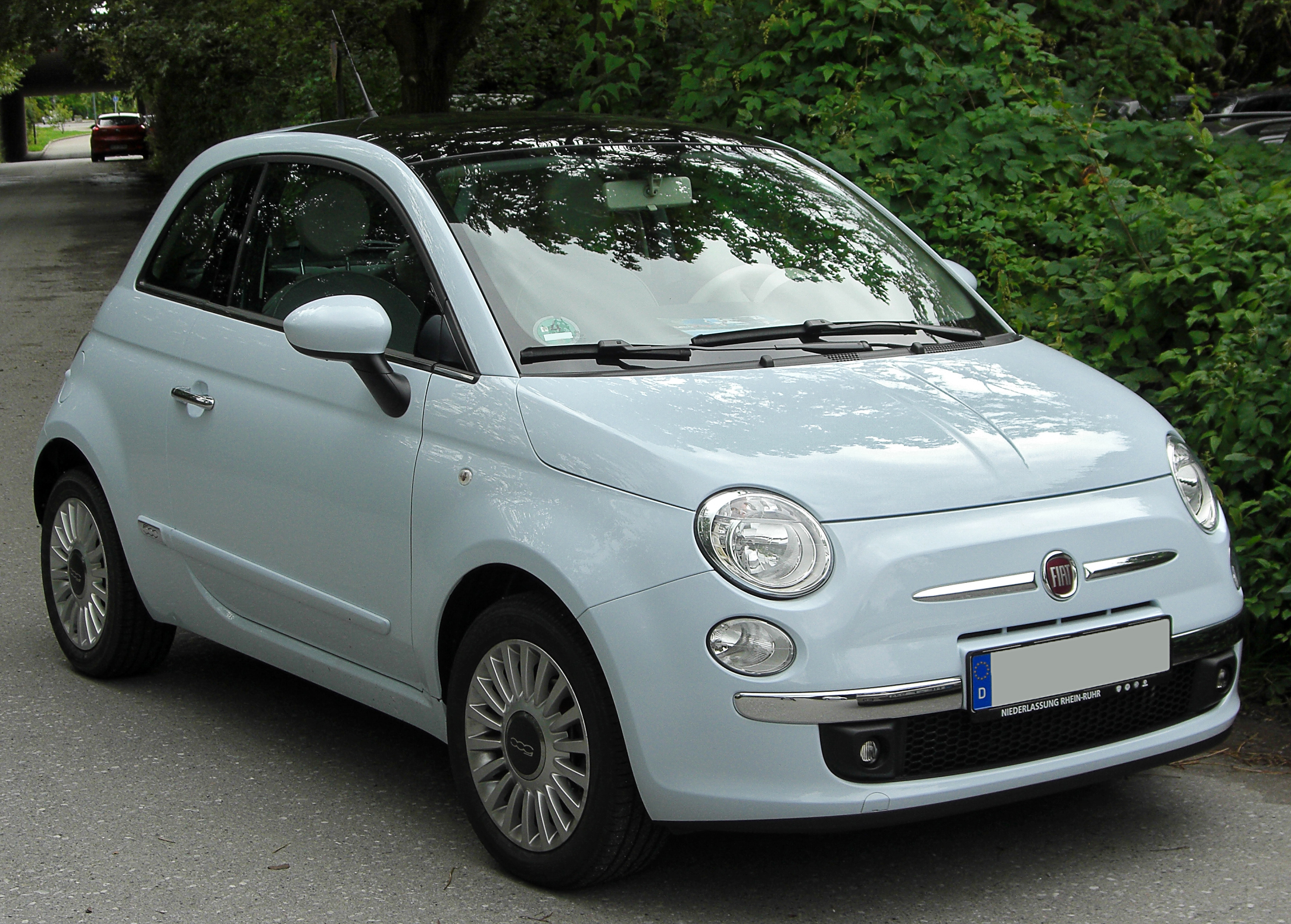
Les designers de la Fiat 500 moderne lui ont donné une carrosserie en.

En carrosserie, le style vintage, ou néo-rétro, désigne les productions reprenant les codes des classiques de carrosseries des années 1950 et 1960. Certains designers contemporains réutilisent et réinterprètent ces codes en y adjoignant des éléments plus modernes.
Par exemple, la Jaguar XJ Mk III apparue en 2003 reprend les lignes de la XJ de 1968, tandis que la Fiat 500 de 2007 surfe sur la vague néo-rétro en réinterprétant les lignes de sa devancière de 1957, la Nuova 500.

## Photographie
En photo, un tirage vintage, synonyme de tirage d'époque, est une épreuve datant de l'époque de la prise de vue. On parle de tirage vintage original (ou tirage d'époque original) s'il a été fait par le photographe ou sous sa responsabilité directe.